# Juan Navarro Reverter
Juan Navarro Reverter (Valencia, 27 de enero de 1844-Madrid, 2 de abril de 1924) fue un ingeniero de montes, literato y político español, ministro de Hacienda durante la regencia de María Cristina de Habsburgo-Lorena y durante el reinado de Alfonso XIII periodo este en el que también fue ministro de Estado.

## Biografía
Casado con Teresa Gomis y Ferrer, fueron padres de Juan y José Navarro-Reverter Gomis.

## Trayectoria
Inicialmente miembro del Partido Liberal Fusionista posteriormente se unió al Partido Conservador de Cánovas hasta que, en 1897, al morir este, abandonó sus filas en desacuerdo con la jefatura del partido asumida por Francisco Silvela.

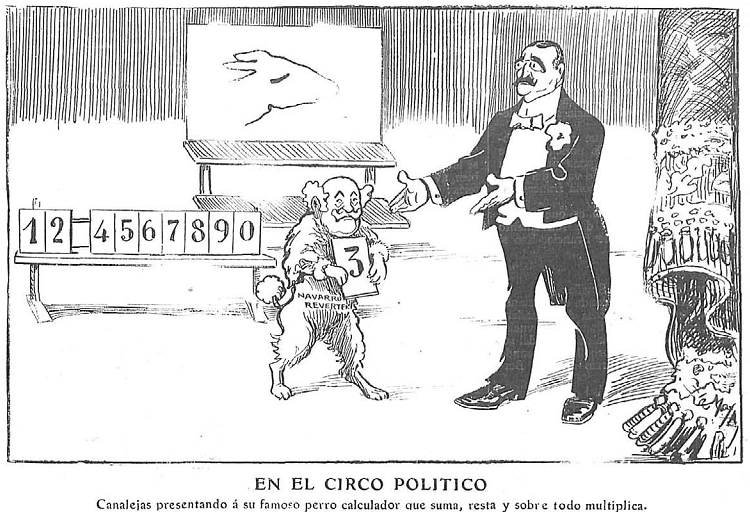
«En el circo político», en Gedeón, abril de 1912.

Senador vitalicio en 1903, fue ministro de Hacienda en el gobierno que entre el 23 de marzo de 1895 y el 8 de agosto de 1897 presidió Cánovas. Ya durante el reinado de Alfonso XIII volvería a ocupar esta cartera ministerial en otras tres ocasiones: entre el 6 de julio y el 30 de noviembre de 1906 en un Gobierno presidido por José López Domínguez; entre el 4 de diciembre de 1906 y el 25 de enero de 1907 en un gabinete encabezado por Antonio Aguilar y Correa; y entre el 12 de marzo y el 31 de diciembre de 1912 en un gobierno presidido por José Canalejas. Igualmente fue ministro de Estado en un gabinete presidido por el conde de Romanones entre el 31 de diciembre de 1912 y el 13 de junio de 1913.
Asimismo fue presidente del Consejo de Estado.